# 肝小葉
肝小葉（hepatic lobule）是肝臟的基本功能單位。肝小葉呈多角棱柱体，长约2mm，宽约1mm，橫切呈六邊形，外圍由結締組織包裹，內部的實質由浸沒於肝血竇的肝細胞組成，中央有一根沿橫切面法向行走的中央靜脈。肝小葉的血流自外圍流入肝血竇中，最後匯入肝小葉的中央靜脈中。
值得注意的是，肝小葉與肝的分葉（肝尾叶、肝方叶、肝左叶和肝右叶）是不同的概念。

## 外部連結
- Histology image: 15401loa – 波士顿大学的组织学学习系统
- Histology at siumed.edu （页面存档备份，存于）
- Histology at okstate.edu
- Histology at webmd.idv.tw.
- UIUC組織學主題 923